# Domenico Fetti
Domenico Fetti (também escrito Feti) (Roma, 1589 † Veneza, 1623) foi um pintor barroco italiano que trabalhou principalmente em Roma, Mântua e Veneza. 

## Biografia
Nascido em Roma, filho de Fetti Pietro, pintor pouco conhecido na época, Domenico iniciou a fazer pinturas, não com seu pai, mas com a ajuda de Ludovico Cardi, e seu discípulo Andrea Commodi, em Roma, cerca de 1604 à 1613. Ele então trabalhou em Mântua, de 1613 à 1622, patrocinado pelo cardeal Fernando Gonzaga, que tornou-se mais tarde, duque Ferdinando Gonzaga I. Tornou-se pintor da corte em 1614. No Palácio Ducal, pintou o Milagre dos Pães e dos Peixes. A série de representações das parábolas do Novo Testamento, realizadas por seu patrono, deu origem a uma especialidade popular nas suas pinturas.

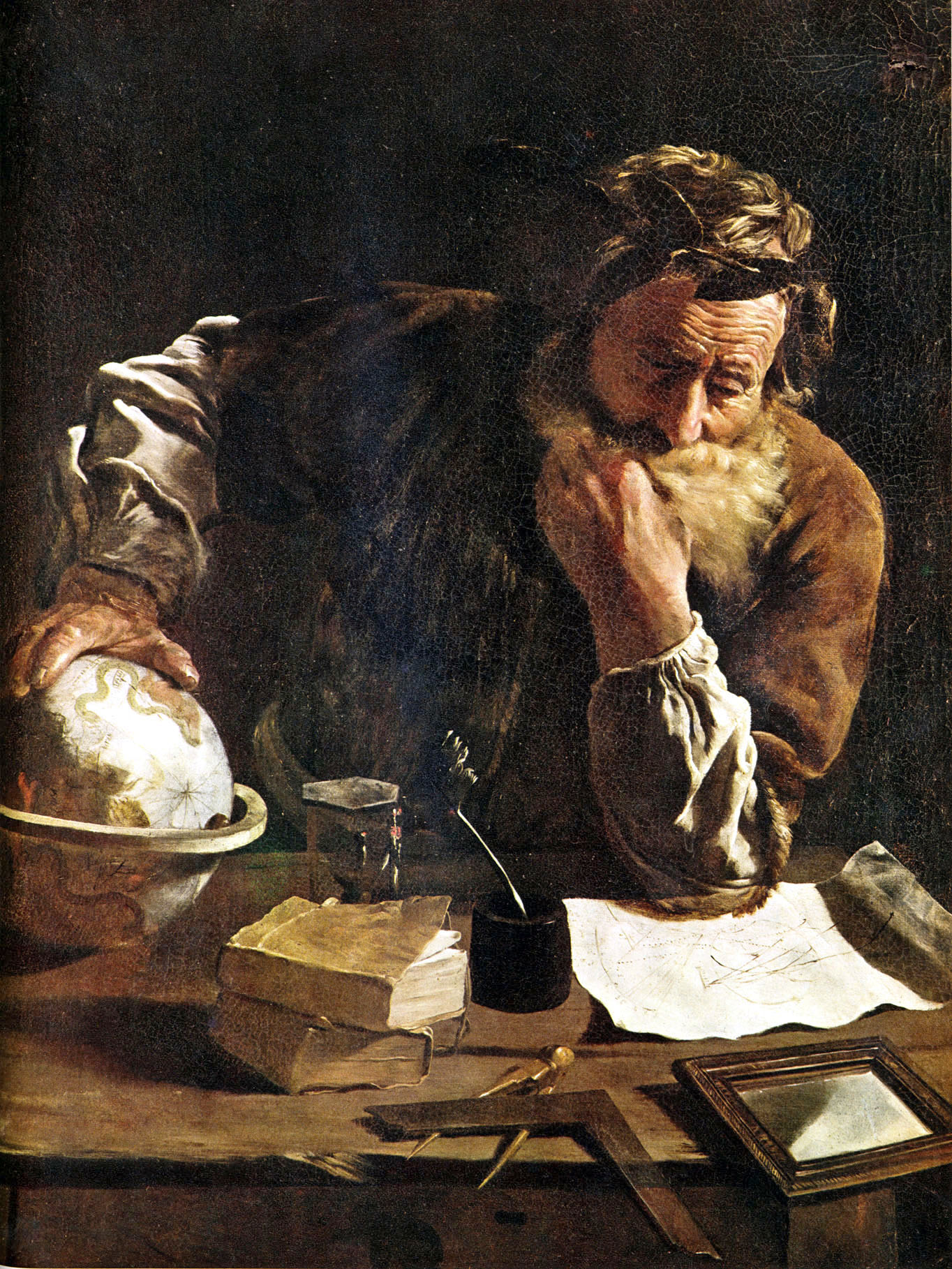
Archimedes Pensativo (1620).

Fetti pintava com pinceladas generosas, ligeiras e nervosas. Seu estilo foi influenciado por Peter Paul Rubens. Após sua morte, suas obras artísticas inspiraram muitos artistas, inclusive os pintores venezianos Pietro della Vecchia e Sebastiano Mazzoni.

## Algumas Obras
- O Bom Samaritano (Metropolitan Museum of Art, Nova York)
- Trabalhos no Museu do Louvre:
  - Melancolia
  - Imperador Domiciano
  - Eva e Adão
  - Anjo no Jardim
- O Sonho de Jacó (Kunsthistorisches Museum, Viena)
- Retratos de Tristano Martinelli (encontrados na Academia de Veneza e no Museu Hermitage, em São Petersburgo).[6]